# Navadna madronščica
Navadna madronščica (znanstveno ime Linaria vulgaris) je zelnata trajnica iz družine črnobinovk (Scrophulariaceae). Zraste 20–75 centimetrov visoko, steblo je gosto olistano z ozkimi, suličastimi listi modro zelene barve. Na vrhu stebla se razvije grozdasto socvetje z rumenimi cvetovi; sonceljubna rastlina cveti od junija do oktobra. Navadna madronščica je razširjena na ruderalnih rastiščih, na železniških nasipih, ob poteh ipd.

## Cvetovi
Posamezni cvetovi v socvetjih so dolgi okoli 3 centimetre. Cvet je dvobočno someren, sestavljen iz zgornje in spodnje ustne ter ima dolgo ostrogo. Na spodnji ustni je značilna temno rumena blazinica, ki zapira vhod v cvet. Ta nabreklina spominja na prašnik in privablja žuželke. Mimo nje pa se globoko v cvet, do ostroge z medičino, lahko prebijejo le večje žuželke, npr. čmrlji in metulji z dolgimi sesali.